# Turnić (Fiume)
Turnić, (olaszul: Torretta) Fiume városrésze Horvátországban, Tengermellék-Hegyvidék megyében.

## Fekvése
Fiume központjától északnyugatra fekszik. Nyugaton Sveti Nikolával, északnyugaton Pehlinnel, északon és északkeleten Podmurivcével, délkeleten és délen Mlakával határos.

## Története

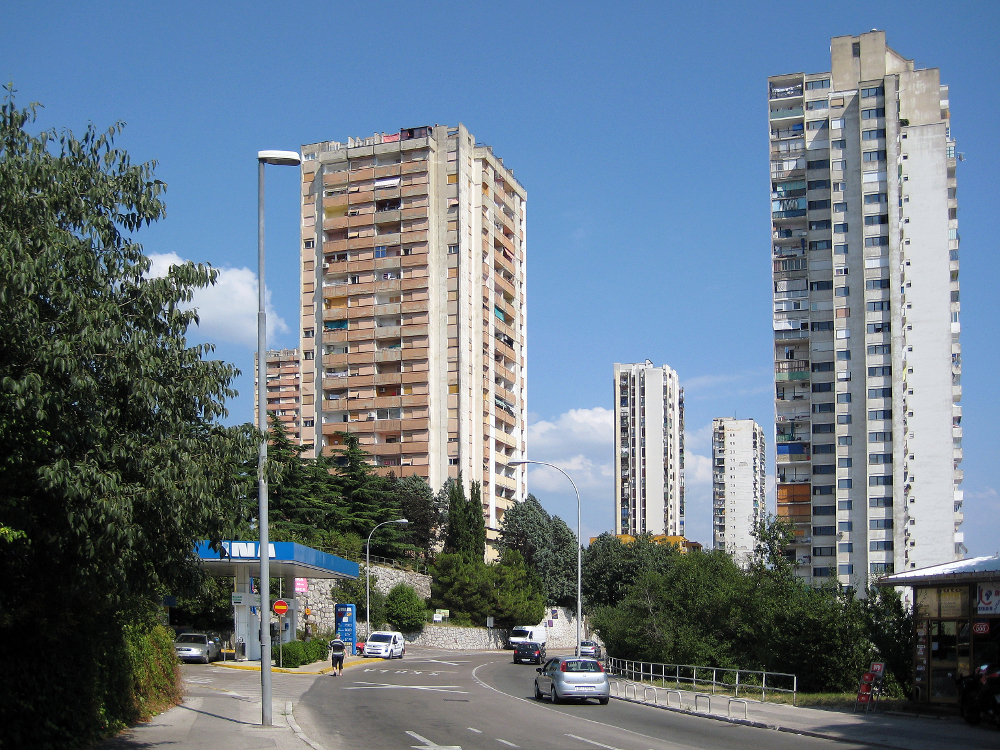
A Franjo Čandek utca Turnićon

## Nevezetességei
Turnićhoz egy régi, Ivo Grohovac Riječanin által 150 évvel ezelőtt lejegyzett legenda kapcsolódik. Eszerint Turnić helyén régen egy titokzatos város állt, ahol sokan keresték az elrejtett római kincseket. A legenda szerint holdfényes, csendes éjszakákon ma is hallani lehet az egykori város tornyainak harangjait.

## Oktatás
- Eugen Kumičić Általános Iskola
- Turnić Általános Iskola

## Kultúra
Fiumei Városi Könyvtár Turnići fiókja

## Sport
Toretta futballközpont